# الليكود
حزب الليكود (بالعبرية: הַלִּיכּוּד)؛ هو الحزب الرئيسي في يمين وسط الطيف السياسي بإسرائيل، والمنافس الرئيسي لحزب العمل الإسرائيلي. أُسس عام 1973، عندما اندمج حزب حيروت والحزب الليبرالي الإسرائيليين في تكتل الليكود.
ترجع الجذور الفكرية لحزب الليكود لزئيف جابوتينسكي، والذي كانت حركته القومية الليبرالية (بيتار) المعارض الرئيسي لحزب ماباي الاشتراكي بزعامة دافيد بن غوريون. ولدى تأسيس حيروت عام 1948؛ أكبر أحزاب تكتل الليكود وجذوره الفكري، وُصف في رسالة موجهة لصحيفة النيويورك تايمز بأنه «أشد الظواهر السياسية مثارا للقلق في وقتنا الراهن» في رسالة وجهها مجموعة من الشخصيات اليهودية منهم حنة آرنت وآلبرت آينشتاين، وبالرغم من أن التكتل عارض تقليديًا الانسحاب من الأراضي المحتلة، إلا أن التكتل تحت زعامة رئيس الوزراء الإسرائيلي مناحيم بيغين انسحب من سيناء بحسب اتفاقات كامب ديفيد الموقع مع مصر.
كان انتصار بيغين في انتخابات عام 1977 على منافسه من حزب العمل شمعون بيريز أول انتصار انتخابي. كما أنه أول هزيمة لحزب العمل منذ إقامة دول إسرائيل.
شغل منصب رئيس وزراء حكومات إسرائيل من حزب الليكود مناحيم بيغن (1977-1983)، ثم إسحاق شامير (1983-1984، 1986-1992)، وبنيامين نتنياهو (1996-1999) وأريئيل شارون (2001-2005) وأنشأ بعدها حزب كاديما.
تقليديًا، دعم حزب الليكود إقامة المستوطنات في الأرض الفلسطينية المحتلة، ولكن خطة الانفصال لشارون، والتي قضت بإخلاء المستوطنين من قطاع غزة، أدت إلى نشوء معضلة فكرية لدى الحزب. وبالرغم من أن المعتدلين من أعضاء الحزب أيدوا الخطة، فالعديد من الليكوديين، من ضمنهم وزراء يمينيون واللجنة المركزية لحزب الليكود عارضوا ترك أي مستوطنات.
صوّت الحزب في ديسمبر 2017 لمشروع قرار لبسط السيادة الإسرائيلية على المستوطنات في الضفة الغربية وغور الأردن.

## قائد الحزب

### عملية انتخاب رئيس الحزب
خلال فترة حكم بيغن كزعيم للحيروت / الليكود ، كانت قيادته فعليًا بلا منازع. من عام 1983 حتى عام 1992، انتخب الحيروت / الليكود قادة حزبه من خلال الأصوات التي أجريت في الوكالات الحزبية. أجريت انتخابات قيادة حيروت 1983 و 1984 من خلال تصويت اللجنة المركزية لحيروت.  في اليوم التالي لفوز اسحاق شامير في الاقتراع السري عام 1983 للجنة المركزية لحيروت للحصول على قيادة حزب حيروت، أعلن قادة الأحزاب في أحزاب ائتلاف الليكود الأخرى أنهم وافقوا على قيادة شامير لائتلاف الليكود.
كانت انتخابات قيادة الليكود عام 1992 هي الأولى التي أجريت بعد أن أصبح الليكود حزبًا موحدًا. تم إجراء انتخابات القيادة لعام 1992 على أساس تصويت اللجنة المركزية لحزب الليكود. بعد عام 1992، انتقل الحزب إلى انتخاب قادته من خلال تصويت أعضائه العامين، مع إجراء أول تصويت من هذا القبيل في عام 1993.

#### قائمة قادة الحزب
| رئيس الحزب | رئيس الحزب | رئيس الحزب            | في المنصب | ترك المنصب | فترة رئاسة الوزراء   | انتخابات الكنيست                                                                                           | انتخب / أعيد انتخابه كزعيم     |
| ---------- | ---------- | --------------------- | --------- | ---------- | -------------------- | --- | ------------------------------ |
| 1          |            | كتائب القسام. ستدحركم | 1973      | 1983       | 1977–1983            | 1977، 1981                                                                                                 |                                |
| 2          |            | إسحاق شامير           | 1983      | 1993       | 1983–1984, 1986–1992 | 1984، 1988، 1992                                                                                           | 1983، 1984, and 1992           |
| 3          |            | بنيامين نتنياهو       | 1993      | 1999       | 1996–1999            | 1996، 1999 ‏                                                                                                | 1993, and 1999 (Jan) ‏          |
| 4          |            | أرئيل شارون           | 1999      | 2005       | 2001–2006            | 2001 ‏، 2003                                                                                                | 1999 (Sep) ‏ and 2002           |
| (3)        |            | بنيامين نتنياهو       | 2005      | في المنصب  | 2009–2021            | 2006، 2009، 2013، 2015، الانتخابات التشريعية الإسرائيلية 2019، الانتخابات التشريعية الإسرائيلية 2019، 2020 | 2005 2007 2012، 2014, and 2019 |